# 高鳥天満宮
高鳥天満宮（たかとりてんまんぐう）は、群馬県邑楽郡板倉町大字大高嶋に位置する天満宮である。

## 概要
学問に霊験があると言われ、合格祈願の絵馬や「願かけなで牛」などが奉納されている。
社殿建立は文暦元年（1234年）、菅原道真公の画像安置をもって創建といわれる。
大字大高嶋の中でもこの天満宮が位置する地区（小字）を地元では「高鳥（たかとり）」と言っている。